# Friar’s Inn
Friar’s Inn (auch New Friar’s Inn) war ein Nachtclub und Speakeasy im Chicago der 1920er Jahre und zählt zu den legendären Veranstaltungsorten des Chicago-Jazz.
Der Friar’s Inn lag im Untergeschoss von 60 East Van Buren und 343 South Wabash im Stadtteil Loop; das Establishment gehörte Mike Fritze. Im Friar’s Inn traten die New Orleans Rhythm Kings auf, die ursprünglich Friar’s Society Orchestra hießen, und die Austin High Gang (die sich zunächst die Blue Friars nannten).
Bekannte Musiker dieser Ära, die im Friar’s Inn auftraten, waren Frank Teschemacher, Bud Freeman, Steve Brown, George Brunies, Merritt Brunies, Emmett Hardy, Paul Mares, Leon Roppolo, Bee Palmer, Lou Black und Mel Stitzel. Am Beginn ihrer Karriere arbeitete dort auch die Schauspielerin Joan Crawford.
Der Friar’s Inn, der gelegentlich auch Friar’s Club genannt wurde, ist nicht mit dem Friars Club in New York City zu verwechseln.